# Autismus
Autismus nebo též autizmus (z řec. αὐτός autos, sám) je vývojová porucha, projevující se abnormální sociální interakcí, stálými opakujícími se vzorci chování a narušenými komunikačními schopnostmi. Objevuje se před třetím rokem života. Patří mezi poruchy autistického spektra (PAS).
Příčiny autismu jsou neznámé, většinou se má za to, že za poruchami autistického spektra patrně stojí kombinace genetických předpokladů a dalších faktorů.

## Historie
Termín autismus vymyslel a poprvé použil švýcarský psychiatr Paul Eugen Bleuler v roce 1911 podle řeckého slova pro „sám, já“, aby popsal obtíže schizofreniků při komunikaci s druhými lidmi.
Za publikaci, která stála u zrodu diskursu o autismu v moderní vědě, se považuje práce Leo Kannera Autistické poruchy afektivního kontaktu. Tato práce je kazuistikou 11 autistických dětí a zaměřuje se na líčení autistické patologie. Výrazně méně citovaná je jeho následná studie životních osudů těchto dětí, která ukazuje, že při toleranci zdánlivě patologického chování došlo ke zdravému rozvoji osobnosti, zatímco intervence spojená s ústavní péčí vedla k setrvalému nebo zhoršujícímu se stavu a snížené kvalitě života i délce dožití. Lze se domnívat, že vyznění druhé studie nebylo v souladu se zájmy iniciativ, které v USA prosadily hrazení behaviorálních terapií ze zdravotního pojištění.
Ve stejné době prováděl ve Vídni podobná pozorování Hans Asperger, po němž je pojmenován Aspergerův syndrom (který se kvůli problematice s významem – neexistuje něco jako „vysoce funkční autismus“, všechny funkce i symptomy se u každého člověka chovají a projevují jinak – v roce 2013 vyjmul z DSM5 učebnice psychologie. V tuto chvíli by se již neměl diagnostikovat a lidé s touto poruchou jsou vnímáni jako na Autistickém spektru.). Kannera a Aspergera spojuje osoba Georga Frankla, který se soustředil na diagnostiku. Jeho práce zůstala během druhé světové války neznámá a jeho články byly znovu objeveny až teprve v polovině devadesátých let. Soudobé porozumění autismu, které obsahuje i projevy, popsané Aspergerem, je důsledkem výzkumné práce Lorny Wing.

## Příznaky
Schopnosti a chování různých autistických jedinců se navzájem velmi liší a různí lékaři často mohou dospět k různým diagnózám. Smyslové vnímání autistů je oproti ostatním lidem odlišné a na určité podněty proto mohou reagovat jinak. Ve stupni postižení smyslového vnímání jsou velké rozdíly.

### Sociální vývoj
Obyčejně jsou (neurotypické / "neurotypical" ) děti od časného věku společenské bytosti – navazují oční kontakt, otáčejí se ke zdroji zvuků, uchopují prst a usmívají se. Už ke konci prvního roku života jsou u dětí pozorovatelné všechny základní emoce, což souvisí se zráním nervového systému. Naproti tomu většina autistických dětí dává přednost předmětům před obličeji a má obrovské potíže při učení se běžné každodenní mezilidské interakci. Už během prvních měsíců života často vypadají, že jsou lhostejní k druhým lidem, protože se vyhýbají očnímu kontaktu a nekomunikují tak často jako ostatní děti.
Autistické děti se často zdají dávat přednost samotě před společností a mohou reagovat pasivně na objímání a mazlení. Později zřídka hledají útěchu od druhých a neodpovídají normálním způsobem na projevy hněvu či náklonnosti ze strany rodičů. Výzkumy ukázaly, že ačkoliv autistické děti mají své rodiče rády, projevy této náklonnosti mohou být neobvyklé a je obtížné je interpretovat. Rodiče, kteří se těší na radosti mazlení a hraní, jsou tímto neočekávaným chováním často zmateni i zdrceni. 
Podle Simona Baron-Cohena autistické děti také často (ale ne vždy) zdánlivě postrádají empatii a schopnost vidět věci z perspektivy druhých. Neurotypikální děti nad pět let mají schopnost vhledu do pocitů, záměrů druhých podle nonverbálních gest, výrazu tváře, apod. (Pozn. Připomínka toho, že autismus patří do spektra. Na každé dítě i dospělého člověka působí jinak, takže i když je možnost aby autistický člověk postrádal empatii, je také možné aby byl velice empatický či aby se jeho empatie zdála 'vyvážená'.)
Sociální odcizení jedinců s autismem může být natolik intenzivní, že mnoho z nich udává, že mají imaginární přátele, nebo si vytváří imaginární světy a scénáře. Navazování a udržování přátelství ve skutečném životě je pro ně často velice obtížné, objevují se tak příznaky sociální fobie.
I když ne všichni, většina autistů nedokáže zcela regulovat své jednání. To může mít podobu slovních výbuchů, které jsou neadekvátní situaci, nebo také sebezraňujícího chování. Autisté typicky preferují neměnné rutiny a stálá prostředí a mohou reagovat negativně na jejich změny. Nejsou neobvyklé projevy agresivity, sebestimulační chování ani přílišné stáhnutí se do sebe v obtížných situacích.

### Smyslové vnímání
Velmi časté jsou příznaky shodné se symptomy u dysfunkce smyslové integrace, např. nadměrná nebo naopak nedostatečná citlivost na doteky, zvuky či pohyby, tělesná neobratnost, sklon k snadnému rozptýlení, impulzivní tělesné nebo verbální jednání, abnormálně vysoký nebo naopak nízký stupeň aktivity, obtíže při učení se novým aktivitám, potíže při přechodu z jedné situace do druhé, sociální a emocionální problémy, opožděný vývoj řeči či motorických schopností.
Jedním častým příkladem jsou obtíže se sluchem, kdy autistický člověk může mít potíže slyšet a rozumět ostatním v hlučném prostředí, například ve větším davu na oslavách. Pokud s někým mluvíme v hlučnějším prostředí, vnímáme řeč směřovanou k nám jako hlasitější (díky neverbální komunikaci), ačkoliv tomu tak není. Tento jev je známý jako fenomén koktejlové party a u autistů je zjevně narušen. Kolem druhého roku věku lze také u autistických dětí vypozorovat, že se častěji dívají na ústa svých rodičů namísto do jejich očí. To lze vysvětlit vyšší mírou vyhledávání spojitosti mezi pohybem úst a řečí.
Kromě toho někteří autisté vnímají za určitých okolností vjemy prostřednictvím tzv. synestezie - vjem přijatý jedním smyslem je interpretován i jako vjem jiného smyslu, např. hudbu vnímá nejen jako zvuk, ale i vizuálně v tvarech nebo barvách. Samotnými autisty je tato vlastnost často ceněna, zejména v umělecké sféře.

### Problémy s komunikací
Do tří let věku zdravé děti ovládnou řeč. Už okolo prvního roku batole říká první slova, otáčí se při zaslechnutí svého jména, ukazuje, když chce hračku, a jasně odmítá, když něco nechce. U autistů je řečový vývoj odlišný. Někteří zůstanou němí po celý život, s různým stupněm gramotnosti. Komunikace jinou formou, např. obrázky, posunky nebo písmem pro ně může být mnohem přirozenější. Některé autistické děti v prvním měsících normálně žvatlají, ale brzo poté přestanou. U jiných může být vývoj řeči opožděn, někdy až do období dospívání. Nicméně neschopnost mluvit neznamená nedostatečnou inteligenci. Při vhodných podmínkách mohou někteří mluvit celé hodiny.
Ti, co mluví, někdy používají řeč neobvyklými způsoby a zachovávají rysy časnějších vývojových stádií. Někteří komunikují pouze jednotlivými slovy, jiní opakují naučenou frázi znovu a znovu. Někteří opakují vše, co slyší, což je známé jako tzv. echolálie.
Některé děti mohou mít vývoj řeči jen slabě opožděn, nebo dokonce i předčasný a mohou mít neobvykle velký výrazový slovník, nicméně mají velké potíže udržet běžnou konverzaci. Často vedou monolog na své oblíbené téma a nedávají ostatním možnost komentovat. Když hovoří s jinými autisty, často vedou střídavé monology. Tak jako normální lidé mají potíže s chápáním autistické nonverbální komunikace, intonace a výrazů, stejně i autisté obtížně rozumí normálním lidem. Autistické chápání jazyka bývá velmi doslovné, normální lidé většinou hledají skrytý význam v tom, co autisté říkají, a očekávají od nich naopak pochopení těchto skrytých významů ve své řeči.
Autistická gesta, mimika a pohyby mohou být snadno pochopeny jiným autistou, ale jen obtížně jinými lidmi. Intonace hlasu je u autistů typicky velmi subtilní a normálnímu člověku připadá značně monotónní až strojová. Některé autistické děti s dobrými řečovými schopnostmi nekomunikují na své věkové úrovni, ale mluví jako malí dospělí.
Z těchto důvodů je pro normálního člověka obtížné pochopit, co se vlastně autistické děti snaží říct, a ty proto mohou hlasitě dávat najevo svou frustraci, nebo si samy vezmou, co chtějí. Tyto komunikační bariéry jsou pro ně velmi stresující a mohou přispět k sociální úzkosti, depresím nebo k sebepoškozujícímu jednání.

### Repetitivní chování

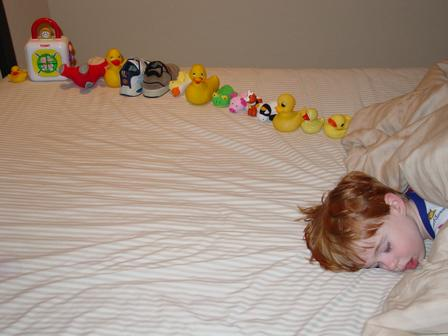
Spící autistické dítě

I když autisté vypadají fyzicky normálně a mají dobrou svalovou kontrolu, mohou se odlišovat neobvyklými repetitivními (stále se opakujícími) pohyby, označovanými jako sebestimulace. Ty mohou být na první pohled nápadné nebo subtilnější. Někteří autisté dlouhou dobu opakovaně pohybují rukama nebo prsty na nohou, jiní náhle ztuhnou v pohybu. Jako děti mohou trávit hodiny seřazováním autíček a vláčků určitým způsobem, místo aby je používaly k normální hře. Pokud někdo náhodou pohne s těmito hračkami, autistické dítě se může velice rozčílit. Autistické děti často potřebují a vyžadují absolutní stálost svého prostředí. Malá změna v rutině pro ně může být velmi rušivá. Autisté často mají trvalé intenzivní nutkavé záliby. Například mohou být posedlé hledáním všeho o počítačích, majácích nebo jízdních řádech. Často projevují velký zájem o jazyková, matematická a vědecká témata. Repetitivní chování se může vztahovat i na řeč, součástí denní rutiny může být opakování jednoho slova nebo fráze.

### Inteligence a mentální retardace
Historické statistiky vypovídaly, že mezi autisty je až 75 % pacientů s různým stupněm mentální retardace. Tato hodnota dnes již neplatí zejména proto, že v posledních letech je nově diagnostikováno mnoho případů Aspergerova syndromu (i mezi dospělými) a tito pacienti mají inteligenci normální nebo vysokou, někdy až v pásmu geniality. Tato vysoká inteligence však ani dospělým autistům nemusí zajistit plnohodnotný život, protože mnoho z nich vzhledem k potížím zejména v sociální komunikaci selhává v běžných každodenních situacích. Přesto se řada z nich úspěšně začlení do společnosti tam, kde jejich nedostatky nejsou nápadné a kde naopak mohou využít své přednosti (smysl pro detail, vytrvalost, loajalita, jednostranná hluboká specializace...).

## Typy autismu
S autismem se může pojit široká škála komorbidit, které jsou často mylně zaměňovány za projevy autismu. Autismus sám o sobě nemá žádné zjevné vnější projevy nebo znaky. Mezi typické znaky autismu je však často řazeno již zmíněné sebestimulační chování, nejčastěji označované jako stimming. Toto chování má regulační charakter a může nabývat velmi nenápadných forem, jako je zaměstnávání rukou točením propisky nebo spinneru, až po velice výrazné projevy, mezi které patří i agrese nebo auto-agrese (sebepoškozování).

### Aspergerův syndrom a (Kannerův) autismus
Americká psychiatrie rozděluje autistické poruchy na Aspergerův syndrom a (Kannerův) autismus, přičemž u druhého je přítomno opoždění nebo abnormality alespoň v jedné z následujících tří oblastí, se vznikem před třetím rokem věku dítěte: sociální interakce, řeč používaná v sociální komunikaci, symbolická či imaginativní hra (takzvaná triáda). U Aspergerova syndromu tato klinicky zjevná opoždění přítomná nejsou. Poslední verze diagnostického manuálu DSM-5, platná od června 2013, zásadním způsobem mění definici poruch autistického spektra a de facto popírá existenci Aspergerova syndromu.

### Dělení podle Světové zdravotnické organizace
Mezinárodní klasifikace nemocí ve verzi MKN-10 kóduje autistické poruchy takto:
1. Dětský autismus (F84.0)
2. Atypický autismus (F84.1)
3. Rettův syndrom (F84.2)
4. Jiná dezintegrační porucha v dětství (F84.3)
5. Hyperaktivní porucha sdružena s mentální retardací a stereotypními pohyby (F84.4)
6. Aspergerův syndrom (F84.5)
7. Jiné pervazivní vývojové poruchy (F84.8)
8. Pervazivní vývojová porucha nespecifikovaná (F84.9)[9]

### Kontinuální autistické spektrum
Jiní odborníci nevidí žádnou jasnou hranici mezi Aspergerovým syndromem, autismem a tzv. poruchou smyslové integrace a nabízí pohled na autismus jako na spojité spektrum. Známá autistická osobnost Donna Williams (také jako Polly Samuels) popularizovala koncept autismu jako "ovocného salátu" - všichni mají ovocný salát, ale složení je pro každého jiné. Teorii, že autismus je jen jeden, zastávají zástupci autistické komunity.

## Epidemiologie
Autismus je relativně vzácné onemocnění, které se vyskytuje v četnosti 4 až 5 případů na 10 000. V případě použití méně přísných diagnostických vodítek a zařazení všech pacientů autistického spektra je ale jeho výskyt v populaci pravděpodobně podstatně vyšší (odhaduje se 1 případ na několik stovek školních dětí). Dětský autismus má udávanou četnost výskytu asi 0,5 % a je čtyřikrát častější u chlapců než u dívek. Onemocnění je u dívek asociováno s těžším stupněm postižení.
U Aspergerova syndromu existují jen hrubé odhady, přičemž horní hranice výskytu by mohla být až 1,5 % populace. Postižení narození před rokem 1980 v převážné většině nebyli diagnostikováni. Poměr chlapci:dívky kolísá mezi 4:1 a 8:1. To může být způsobeno odlišnou socializací dívek a jejich větším důrazem na komunikaci, a proto mohou mít postižené dívky méně vyjádřené příznaky a lze je hůře odhalit.
Počet hlášených případů z nejasných důvodů narůstá. Na jedné straně se spekuluje o možné úloze škodlivých látek z prostředí, na druhé straně za tímto nárůstem může být větší povědomí lékařů o tomto onemocnění a větší pozornost, kterou rodiče svým dětem v dnešní době věnují. Srovnávací metastudie nicméně ukazují, že ani součet těchto vlivů nevysvětluje pandemický nárůst z posledních let - studie, kterou zveřejnila počátkem roku 2013 americká zdravotnická organizace CDC, konstatuje, že poměr autistických dětí ke zdravým je 1:50. V Evropě se obvykle uvádí poměr mezi 1:106 (Velká Británie 2009) a 1:150 (Francie 2010), avšak srovnání hodnot výskytu je nemožné, protože státy mají různé metodiky výpočtů, zahrnují do nich různé typy diagnóz a mají různě nastavené věkové hranice.

## Možné příčiny autismu
Dnes je již považována za překonanou teorie zastávaná až do 60. let, podle níž autismus vzniká vinou emocionálního chladu matky a nedostatkem lásky při výchově. Rovněž je vyvrácena teorie, že vzniká jako následek očkování.

### Genetické faktory
U autistických jednovaječných dvojčat je velmi vysoká pravděpodobnost (60–95 % u monozygotních dvojčat, 0-9 % u dizygotních) vzniku poruchy i u druhého dvojčete. To naznačuje možnou dysfunkci několika různých genů, které se zřejmě účastní vývoje mozku. Vztahy jsou ale složitější. U rodin s jedním autistickým dítětem může být pravděpodobnost narození dalšího až 1:20.
Ukazuje se také, že poruchy autistického spektra může způsobovat narušený mikrobiom střev, který se také přenáší na potomky.

### Mozková poškození
U některých autistů lze prokázat určitá poškození mozkové tkáně, hlavně funkční poruchy levé poloviny mozku a abnormální změny v mozkovém kmeni. Výsledky jsou však zatím nejednoznačné a nelze s určitostí říct, jestli jsou příčinou autismu, jeho následkem nebo pouze doprovodným jevem.
U dětí po operaci nádorů zadní jámy lební dochází k naprosto překvapivým negativním změnám chování ve smyslu autismu. Někdy tyto změny odeznívají během několika dní, někdy týdnů či měsíců výjimečně jsou trvalé. Příčinou je nejpravděpodobněji otřesení nebo poškození síťovité-retikulární-formace, která propojuje všechny podkorové struktury mozku. Na živém mozku je nelokalizovatelná, objevuje se při naložení mrtvého mozku do formaldehydu a lze ji pak vypreparovat. Její funkce není jednoznačně verifikována, nerespektuje totiž mozkové dráhy. Mohlo by se jednat o jakousi rezervu podkorových struktur. Neuroanatomové tuto formaci označují za "duši" člověka a praktické zkušenosti toto podporují. K útlaku nebo poškození retikulární formace nemusí dojít jen operačním výkonem nebo poraněním . Může ji způsobit například i útlak velkého nádoru nejčastěji zadní jámy, aktivní cysta vzniklá například i z poúrazového krvácení. Dojde li k poškození retikulární formace u dospělého člověka,například poúrazově nebo degenerativně, nedochází k tak intenzivním změnám a inteligentní jedinec své citové změny může zakrývat. Často se ale uchyluje k závislostem na různých škodlivinách.

### Nedostatečné propojení mozkových center
Magnetická rezonance ukázala, že u autistů chybí nervová propojení mezi různými mozkovými centry. Proto se uvažuje o vzniku autismu vinou jejich nedostatečné koordinace.

### Extrémně mužský typ mozku
Britský odborník Simon Baron-Cohen se domnívá, že autisté mají extrémně mužský typ mozku, což je způsobeno vysokou hladinou testosteronu v těle matky během těhotenství. Mužský typ mozku se vyznačuje nedostatečným propojením pravé a levé hemisféry, což vede k menší míře emoční citlivosti.

### Monotropistická hypotéza
Podle této hypotézy se autisté mohou sice velmi silně koncentrovat na jeden podnět, ale mnohem hůře na víc věcí najednou, což je nezbytné pro pochopení rychle se měnících sociálních situací. Tato teorie byla poprvé uveřejněna v britském časopise Autism v květnu 2005.

### Antibiotika a střevní mikroflóra
Příčinou mohou být i antibiotika a s tím spojená střevní mikroflóra.

### Chemické látky
Vystavení chemikáliím bývá také příčinou různých onemocnění. Na autismus může mít vliv například bisfenol A, který narušuje rovnováhu estrogenu.

### Očkování
Za rozšíření tohoto názoru může hlavně studie dr. Andrewa Wakefielda, který v roce 1998 řekl, že vakcíny MMR (očkování proti spalničkám) způsobují autismus. V roce 2010 byl však jeho výzkum označen za podvodný a dr. Wakefield byl vyloučen z Britské lékařské komory (byl mimo jiné ve střetu zájmů).
Jde o „mýtus, který v oblasti medicíny napáchal nejvíc škody za posledních 100 let“. Vědecké studie a meta-analýzy publikovaných dat opakovaně ukázaly, že mezi vznikem poruch autistického spektra a očkováním neexistuje příčinná souvislost.

## Diagnóza
Diagnóza probíhá za pomoci pozorování diagnostikované osoby, analýzy rodinné anamnézy a popisu chování pacienta v minulosti (např. v dětství) a současnosti. V Česku může oficiální diagnózu stanovit pouze psychiatr. Diagnostická kritéria jsou uvedena v diagnostickém manuálu DSM-5. Autismus může být člověku diagnostikován v jakémkoliv věku.
Diagnóza je založena na chování osoby, ne však na příčině či mechanismu. Dle DSM-5 je autismus charakterizován přetrvávajícími deficity v sociální komunikaci a interakci ve více kontextech a také opakováním vzorců chování, zájmů a aktivit. Jsou přítomny už v raném dětství, typicky před třetím rokem života dítěte, a vedou ke klinicky významnému zhoršení funkcí. Symptomy zahrnují nedostatek sociální či emocionální reciprocity, stereotypní a opakované používání jazyka a idiosynkrazie a trvalé zaujetí neobvyklými předměty. ICD-10 používá prakticky stejnou definici.
Diagnostika probíhá za pomoci různých postupů, které zahrnují ADI-R (Autism Diagnostic Interview-Revised), což je rozhovor s rodiči pacienta, ADOS (Autism Diagnostic Observation Schedule), který využívá pozorování a interakci s dítětem. CARS (Childhood Autism Rating Scale) je široce používán v klinickém prostředí pro určení vážnosti autismu na bázi pozorování dítěte.
Při dosažení 3 let věku dítěte se v ČR provádí vyšetření v rámci preventivní prohlídky, aby byly případné poruchy autistického spektra diagnostikovány včas, což napomáhá jejich zvládání. Probíhá prostřednictvím jednotného dotazníku. Vyšetření se zaměřuje především na vlastnosti a dovednosti v oblasti sdílené pozornosti (např. navázání očního kontaktu, vnímání chování druhé osoby a reakce na ni, napodobování, ukazování prstem na předměty a všímání si okolí). Dotazník obsahuje 20 otázek, na které možno odpovědět buď „ano“, či „ne“. Hodnota „ano“ je použita pouze pokud reakce probíhá opakovaně. Pokud popisovaná reakce probíhá pouze ojediněle, odpovídá se hodnotou „ne“. Dotazník je vytvořen takovým způsobem, aby byl velmi citlivý a to může způsobovat falešnou pozitivitu.

### Kritéria pro diagnostikuAspergerova syndromu
Aspergerův syndrom je definován v Diagnostickém a statistickém manuálu mentálních poruch (DSM-IV-TR) jako pervazivní vývojová porucha, která je rozpoznána podle řady symptomů, nikoliv pouze jednoho. Je charakterizována znesnadněním sociálních interakcí, stereotypními a omezenými vzorci chování, aktivit a zájmů, a absencí výrazného opoždění kognitivního vývoje nebo opoždění vývoje řeči. Tyto projevy musí být významné a musí mít vliv na důležité oblasti fungování a diagnóza je vyloučena v případě splnění kritérií pro autismus. Posedlost úzkou oblastí zájmů, jednostranná výřečnost a neobratnost jsou typickými příznaky, nejsou však nutnou podmínkou pro tuto diagnózu.